# Выборы губернатора Московской области (2018)
Выборы губернатора Московской области состоялись в Московской области 9 сентября 2018 года в единый день голосования. Губернатор избирался сроком на 5 лет.
На 1 января 2018 года в Московской области было зарегистрировано 5 587 565 избирателей. Это больше, чем на предыдущих выборах 2013 года (5 445 328 избирателей).

## Предшествующие события
8 ноября 2012 года временно исполняющим обязанности губернатора Московской области был назначен Андрей Воробьёв. До этого он был депутатом Госдумы и руководителем думской фракции «Единая Россия». В статусе врио губернатора Московской области Воробьёв пробыл 10 месяцев до прямых выборов, состоявшихся 8 сентября 2013 года. На выборах при явке избирателей 38,60 % и отсутствии сильного соперника Воробьёв набрал 78,94 % голосов и был избран в первом туре на 5-летний срок.
В ходе президентской кампании 2018 года своего участия в предстоящих осенью губернаторских выборах не исключал кандидат от КПРФ Павел Грудинин. Однако в итоге от выдвижения он отказался.
Весной 2018 года в Подмосковье обострились проблемы с мусорными свалками, перед выборами серьёзно подорвавшие рейтинг действующего губернатора Андрея Воробьёва.

## Избирательная комиссия
С 20 июля 2016 года по 17 мая 2018 года председателем избирательной комиссии Московской области была Ирина Коновалова. 31 мая 2018 года председателем Мособлизбиркома была назначена заместитель губернатора Московской области Эльмира Хаймурзина. Решение было принято единогласно на заседании Мособлизбиркома. Член Центральной избирательной комиссии России от партии ЛДПР Сергей Сироткин выразил мнение, что «назначение в региональный избирком зампреда правительства этого региона за пять месяцев до сложнейшей избирательной кампании ставит под вопрос чистоту предстоящих выборов».

## Ключевые даты
- 7 июня 2018 года Московская областная дума назначила выборы на 9 сентября 2018 года — единый день голосования[6] (за 100—90 дней до дня голосования).
  - 8 июня избирательная комиссия утвердила календарный план мероприятий по подготовке и проведению выборов и опубликовала расчёт числа подписей, необходимых для регистрации кандидата[7][8].
  - период выдвижения кандидатов начинается со дня назначения выборов.
  - агитационный период начинается со дня выдвижения кандидата и прекращается за одни сутки до дня голосования.
- период сбора подписей муниципальных депутатов начинается после подачи в избирком заявления кандидата о согласии баллотироваться.
- с 25 июня по 5 июля до 18:00[9] — представление кандидатами документов для регистрации, в числе которых должны быть листы с подписями муниципальных депутатов и список из трёх кандидатов для наделения полномочиями члена Совета Федерации (не ранее чем за 75 дней и не позднее чем за 65 дней до дня голосования)
  - в течение 10 дней после приема от кандидата необходимых для регистрации документов Избирательная комиссия Московской области принимает решение о регистрации кандидата или об отказе в регистрации[9].
- 8 сентября — день тишины.
- 9 сентября — день голосования.

## Выдвижение и регистрации кандидатов
Губернатором может быть избран гражданин Российской Федерации, достигший возраста 30 лет.
В Московской области кандидаты выдвигаются только политическими партиями, имеющими в соответствии с федеральными законами право участвовать в выборах. Самовыдвижение не предусмотрено.
С 2013 года кандидат в губернаторы области обязан также представить в избирком письменное уведомление о том, что он не имеет счетов (вкладов), не хранит наличные денежные средства и ценности в иностранных банках.
Каждый кандидат на должность губернатора при регистрации должен представить список из трёх человек, первый из которых, в случае избрания кандидата, станет сенатором в Совете Федерации от правительства региона.

### Муниципальный фильтр
Количество подписей муниципальных депутатов, необходимых для регистрации кандидата в губернаторы может варьироваться от 5 % до 10 %. В Московской области кандидаты должны собрать подписи 7 % муниципальных депутатов и глав муниципальных образований, что по расчёту избиркома 196—205 подписей (в 2013 году 351—368 подписей). Среди них должны быть подписи депутатов районных и городских советов и (или) глав районов и городских округов в количестве 7 % от их общего числа 98—102 подписи (в 2013 году 100—105 подписей). При этом подписи нужно получить не менее чем в трёх четвертях районов и городских округов, то есть в 51 из 67 (53 городских округа и 14 районов).

## Кандидаты
В марте 2018 года о своём намерении баллотироваться объявили депутат Чеховского горсовета Николай Дижур («Яблоко»), а также политический деятель Борис Надеждин («Партия Роста»). В начале апреля о планах вновь участвовать в выборах объявил действующий губернатор Андрей Воробьёв. Несмотря на слухи о возможном участии Павла Грудинина, 16 июня от КПРФ был снова выдвинут Константин Черемисов, заместитель председателя Московской областной думы. 27 июня в избирком подал документы ещё один участник кампании 2013 года Максим Шингаркин, на этот раз идущий не от ЛДПР, а от партии «Родина».
| Кандидат             | Деятельность / должность (на момент выдвижения) | Субъект выдвижения  | Подписи собрано / достоверных | Статус              | Дата регистрации | Кандидаты в Совет Федерации |
| -------------------- | --- | ------------------- | ----------------------------- | ------------------- | ---------------- | --------------------------- |
| Лилия Белова         | советник председателя партии «Альянс зелёных» | «Альянс зелёных»    | 204/                          | зарегистрирована    | 12 июля          |                             |
| Андрей Воробьёв      | губернатор Московской области | «Единая Россия»     | 205/                          | зарегистрирован     | 12 июля          |                             |
| Николай Дижур        | индивидуальный предприниматель; депутат Совета городского округа Чехов на непостоянной основе, руководитель фракции «Яблоко» в Совете депутатов городского округа Чехов | «Яблоко»            | 60                            | отказ в регистрации | —                |                             |
| Алексей Дуленков     | временно неработающий; депутат на непостоянной основе Совета депутатов Наро-Фоминского городского округа                                                                | ПАРНАС              |                               | отказ в регистрации | —                |                             |
| Кирилл Жигарев       | депутат, заместитель председателя Московской областной Думы | ЛДПР                | 204/                          | зарегистрирован     | 12 июля          |                             |
| Борис Надеждин       | президент Фонда «Институт региональных проектов и законодательства» | «Партия Роста»      | 205/202                       | зарегистрирован     | 8 июля           |                             |
| Владимир Рязанов     | врач-хирург ГБУЗ Московской области «Красногорская городская больница № 1»                                                                                              | «Коммунисты России» |                               | отказ в регистрации | —                |                             |
| Александр Солонкин   | специальный корреспондент газеты «Национальный курс» | «Национальный курс» | —                             | снялся с выборов    | —                |                             |
| Константин Черемисов | депутат, заместитель председателя Московской областной Думы | КПРФ                | 205/                          | зарегистрирован     | 12 июля          |                             |
| Игорь Чистюхин       | депутат, заместитель председателя Московской областной Думы | Справедливая Россия | 205/204                       | зарегистрирован     | 8 июля           |                             |
| Максим Шингаркин     | индивидуальный предприниматель | «Родина»            |                               | отказ в регистрации | —                |                             |

## Результаты
| Место                       | Место                       | Кандидат                    | Партия                      | Голосов   | %       |
| --------------------------- | --------------------------- | --------------------------- | --------------------------- | --------- | ------- |
|                             | 1.                          | Андрей Воробьёв             | Единая Россия               | 1 338 029 | 62,52 % |
|                             | 2.                          | Константин Черемисов        | КПРФ                        | 278 148   | 12,99 % |
|                             | 3.                          | Лилия Белова                | Альянс зелёных              | 160 771   | 7,51 %  |
|                             | 4.                          | Кирилл Жигарев              | ЛДПР                        | 123 542   | 5,77 %  |
|                             | 5.                          | Игорь Чистюхин              | Справедливая Россия         | 98 995    | 4,63 %  |
|                             | 6.                          | Борис Надеждин              | Партия Роста                | 93 223    | 4,36 %  |
| Действительных бюллетеней   | Действительных бюллетеней   | Действительных бюллетеней   | Действительных бюллетеней   | 2 092 708 | 97,78 % |
| Недействительных бюллетеней | Недействительных бюллетеней | Недействительных бюллетеней | Недействительных бюллетеней | 47 595    | 2,22 %  |
| Всего                       | Всего                       | Всего                       | Всего                       | 2 140 303 | 100 %   |
|                             |                             |                             |                             |           |         |
| Явка                        | Явка                        | Явка                        | Явка                        | 2 140 303 | 38,51 % |
| Общее число избирателей     | Общее число избирателей     | Общее число избирателей     | Общее число избирателей     | 5 557 721 |         |